# Сражение при Мурскрик-Бридж
Сражение при Мурскрик-Бридж (англ. Battle of Moore's Creek Bridge) — небольшое боевое столкновение американской Войны за независимость, которое произошло около Уилмингтона 27 февраля 1776 года. Северокаролинское ополчение, собранное Провинциальным конгрессом, смогло разбить вооружённые отряды, собранные британским губернатором Джозайей Мартином, что стало поворотным моментом Американской революции в Северной Каролине. Сражение произошло за 5 месяцев до провозглашения независимости США.
Ещё в 1775 году, после столкновений у Лексингтона и Конкорда лоялисты начали формировать вооружённые отряды, а северокаролинские «патриоты» приступили к формированию Континентальной армии и ополчения. В январе 1776 года до губернатора Мартина дошли слухи о том, что британская армия готовится к переброске в Северную Каролину, и он велел своим сторонникам идти на соединение с британцами. «Патриоты» мобилизовали своих сторонников, перекрыли несколько дорог, и в итоге противники встретились у моста через реку Мурс-Крик в 30 километрах от Уилмингтона. Сражение было коротким: шотландцы-лоялисты бросились в атаку через мост и попали под мушкетный огонь. Вожди лоялистов были убиты в перестрелке, а их отряды рассеялись. На следующий день многие лоялисты были арестованы, и их сопротивление прекратилось. Когда в 1781 году армия Корнуллиса вступила в Северную Каролину, британцам не удалось навербовать в свои ряды лоялистов отчасти из-за памяти об этом сражении.